# Elías II
Elías II (en georgiano ილია II, Ilia II), nacido como Irak'li Ghudushauri-Shiolashvili (ირაკლი ღუდუშაური-შიოლაშვილი) (Vladikavkaz, 4 de enero de 1933) es un religioso georgiano, actual patriarca (Catholicós) de Georgia y cabeza de la Iglesia ortodoxa y apostólica georgiana.

## Biografía
Se graduó en el Seminario Clerical de Moscú y fue ordenado hierodiácono en 1957 y hieromonje en 1959. De regreso a Georgia fue asignado a la Catedral de Batumi como sacerdote. En 1961 fue ascendido a higúmeno y después archimandrita. El 26 de agosto de 1963 fue elegido obispo de Batumi y Shemokmedi y nombrado vicario patriarcal. De 1963 a 1972 fue también el primer rector del Seminario Teológico de Mtsjeta.
En 1967, fue consagrado como obispo de Sujumi y Abjasia y elevado al rango de metropolitano en 1969. Después de la muerte del patriarca David V  Devdariani fue elegido nuevo patriarca de Georgia el 25 de diciembre de 1977.
El patriarca se unió a las personas que se manifestaban en Tiflis contra el dominio soviético el 9 de abril de 1989, y pidió infructuosamente a los manifestantes retirarse a la cercana iglesia de Kashueti para evitar el derramamiento de sangre. Esta manifestación pacífica fue dispersada por las tropas soviéticas, dejando 22 muertos y centenares de heridos. Durante la Guerra Civil Georgiana llamó a los partidos rivales para encontrar una solución pacífica a la crisis.
De 1978 a 1983, Elías II fue copresidente del Consejo Mundial de Iglesias (CMI), una organización ecuménica que la Iglesia ortodoxa de Georgia había creado con otras Iglesias soviéticas en 1962. En mayo de 1997 el Santo Sínodo de la Iglesia ortodoxa de Georgia anunció su retirada del CMI.
Como teólogo e historiador de la Iglesia recibió un doctorado honoris causa por el St. Vladimir's Orthodox Theological Seminary de Nueva York (1986), la Academia de Ciencias de Creta (1997) y el St. Tikhon's Orthodox Theological Seminary de Pensilvania (1998). También es Académico de Honor de la Academia de Ciencias de Georgia (2003) y miembro de la Facultad Latinoamericana de Ciencias de Genealogía, Heráldica y Documentación. 
Elías II es un conocido defensor de una monarquía constitucional como forma de gobierno de Georgia. El 7 de octubre de 2007 pidió públicamente el establecimiento de una monarquía constitucional bajo la dinastía Bagrationi, que había sido desposeída por el Imperio ruso de la corona de Georgia a principios del siglo XIX. La declaración coincidió con la creciente confrontación entre el gobierno del presidente Mijaíl Saakashvili y la oposición, muchos de cuyos miembros dieron la bienvenida a la propuesta del patriarca. 
En 2008, durante la guerra entre Rusia y Georgia, el patriarca Elías hizo un llamamiento a los dirigentes políticos y religiosos rusos expresando la preocupación de que «rusos ortodoxos estaban bombardeando georgianos ortodoxos», y desmintió las acusaciones rusas de genocidio en Osetia del Sur. 
En diciembre de 2008, Elías II visitó Moscú para rendir un último adiós al patriarca de la Iglesia ortodoxa rusa Alejo II. El 9 de diciembre de 2008, se reunió con el presidente de Rusia, Dmitri Medvédev, que fue el primer contacto de alto nivel oficial entre los dos países desde la guerra de agosto.

## Distinciones honoríficas
- Caballero gran collar de la Orden del Águila de Georgia, Casa de Bagration.

| Predecesor: David V Devdariani | Patriarca-Catholicós de Georgia 1977 - | Sucesor: En el cargo |

- Datos: Q511502
- Multimedia: Ilia II of Georgia / Q511502